# Barichneumon tischbeini
Barichneumon tischbeini là một loài tò vò trong họ Ichneumonidae.